# Neuer Graben (Main)
Der Neue Graben ist ein rechter, periodischer Zufluss des Mains im bayerischen Spessart. Er entsteht in Hausen aus dem Zusammenfluss von Harzgraben und Triebgraben.

## Geographie

### Quellbäche

#### Triebgraben
Der Triebgraben entspringt zwischen Roßbach und Hausen am Fuße der Eichhöhe (307 m ü. NHN) auf etwa 245 m ü. NHN. Er fließt in südwestliche Richtung nach Hausen. Es ist der linke und mit etwa 1,0 km Länge auch wasserreichere Quellbach mit einem Teileinzugsgebiet von etwa 1,3 km².

#### Harzgraben
Der etwa 0,8 km lange rechte Harzgraben entspringt nördlich von Hausen auf etwa 223 m ü. NHN. Er verläuft in Richtung Südosten, entwässert etwa 0,7 km² und vereinigt sich im nördlichen Teil des Ortes auf etwa 193 m ü. NHN mit dem Triebgraben zum Neuen Graben.

### Verlauf
Nach dem Zusammenfluss der Quellbäche verläuft der Neue Graben entlang der Kreisstraße MIL 25 südlich bis südwestlich durch den Ort Hausen. In Hofstetten mündet ihm sein größter Zufluss zu, der aus dem Südosten kommende Eichelsbach. Der Neue Graben fließt hiernach westwärts, unter anderem am Nordrand eines Gewerbegebietes vorbei im schon weiten Taltrichter zum Maintal hin. Er passiert einen ersten Baggersee an der Nordseite, unterquert die Trasse der Staatsstraße 2309 und ist dann fast bis zuletzt Grenzbach zwischen Markt Elsenfeld im Süden und Markt Kleinwallstadt im Norden. Nachdem er gleich darauf auch noch die Bahnstrecke Aschaffenburg–Miltenberg gekreuzt hat, fließt er an einem kleineren Baggersee auf der Kleinwallstadter Seite vorbei und mündete dann früher zuletzt auf Elsenfelder Gebiet an dessen Kläranlage von rechts in den noch bayerischen Untermain. Heute dagegen wird er in einem Graben dicht am Flussufer entlang etwa 1,0 km weit nach Norden bis in den Ortsbereich von Kleinwallstadt geführt, wo er auf 112,5 m ü. NHN gleich nach dem Bauwerk ins Unterwasser der Staustufe Wallstadt einläuft.

### Einzugsgebiet
Es umfasst 16,6 km² und liegt zum überwiegenden Teil, nämlich bis hinunter zur Talweitung zum Main hin unterhalb von Hofstetten, im Naturraum Südwestlicher Sandsteinspessart, hier ist die Landschaft sehr zertalt und auf der größeren Höhen bewaldet. Der kleinere in der Östlichen Untermainebene fällt recht flach zum Main hin ab.
Im bergigen Teil steht in den höheren Lagen Mittlerer, in den unteren Hang- und Tallagen Unterer Buntsandstein an. Im anschließenden mündungsnahen Teil rechts des Mains hat der Fluss Terrassenschotter und -sande hinterlassen. Unterhalb von Hofstetten an der Talweitung zur Untermainebene quert eine Störung das Tal in nordwestlicher Richtung.
Das Einzugsgebiet grenzt im Süden und Südosten an das der bedeutenderen Elsava, die wenig aufwärts in den Main mündet, im Nordosten und Norden an das des Leidersbachs, der über den Sulzbach weiter flussabwärts in den Fluss entwässert. An der Nordwestseite konkurriert der kleinere Buschgraben, der ihm gleich unterhalb von Kleinwallstadt zuläuft.
Der mit Abstand größte Berg Eichelsberg erhebt sich im Osten nahe dem Quellgebiet der größten Zuflusses Eichelsbach etwas nördlich von Eichelsbach, sein Gipfel erreicht etwa 406 m ü. NHN. Nur an dieser Seite auf der Wasserscheide zur Elsava liegt der Kamm lange über 300 m ü. NHN, fast überall sonst darunter.

### Zuflüsse und Seen
Hierarchische Liste der Oberläufe, Zuflüsse und  Seen von der Quelle zur Mündung. Mit Gewässerlänge, Seefläche, Einzugsgebiet und Höhe. Andere Quellen für die Angaben sind vermerkt.
- Triebgraben (linker Oberlauf), ca. 1,0 km und ca. 1,3 km²
- Harzgraben (rechter Oberlauf), ca. 0,8 km und ca. 0,7 km²
- Römergraben (links), ca. 2,2 km und ca. 2,8 km²
  - (Bach durchs Dietzental) (links), ca. 0,5 km und ca. 0,9 km²
- Dreispitzgraben (links), ca. 0,8 km und ca. 0,5 km²
- Eichelsbach (links), ca. 1,9 km und ca. 4,2 km²
- (Baggersee vor St 2309) (rechts), ca. 5,5 ha
- (Baggersee nach Maintalbahn) (rechts), ca. 1,6 ha

### BayernAtlas („BA“)
Amtliche Online-Gewässerkarte mit passendem Ausschnitt und den hier benutzten Layern: Lauf und Einzugsgebiet des Neuen Grabens

Allgemeiner Einstieg ohne Voreinstellungen und Layer: BayernAtlas der Bayerischen Staatsregierung (Hinweise)
1. 1 2 3 4 5  Höhe abgefragt auf dem BayernAtlas (Rechtsklick).
2. ↑  Stauhöhe des Mains oberhalb der Staustufe Wallstadt nach blauer Beschriftung auf dem BayernAtlas.
3. 1 2 3  Länge abgemessen auf dem BayernAtlas.
4. ↑  Höhe nach schwarzer Beschriftung auf dem BayernAtlas.
5. ↑  Geologie nach der Geologischen Karte 1:500.000 auf dem BayernAtlas.
6. ↑  Seefläche abgemessen auf dem BayernAtlas.
7. ↑  Einzugsgebiet abgemessen auf dem BayernAtlas.

### Gewässerverzeichnis Bayern („GV“)
1. 1 2  Länge nach: Verzeichnis der Bach- und Flussgebiete in Bayern – Flussgebiet Naab, Seite 155 des Bayerischen Landesamtes für Umwelt, Stand 2016 (PDF; 4,0 MB)
2. ↑  Einzugsgebiet nach: Verzeichnis der Bach- und Flussgebiete in Bayern – Flussgebiet Main, Seite 155 des Bayerischen Landesamtes für Umwelt, Stand 2016 (PDF; 3,3 MB)

### Andere
1. ↑  Otto Klausing: Geographische Landesaufnahme: Die naturräumlichen Einheiten auf Blatt 151 Darmstadt. Bundesanstalt für Landeskunde, Bad Godesberg 1967. → Online-Karte (PDF; 4,3 MB)